# Sangketan
Sangketan is een bestuurslaag in het regentschap Tabanan van de provincie Bali, Indonesië. Sangketan telt 1715 inwoners (volkstelling 2010).